# عبد القادر خمري
عبد القادر خمري مواليد 23 أكتوبر 1953 ببشار، سياسي جزائري وزير الشباب والرياضة الأسبق في حكومة عبد السلام 1992، وحكومة سلال الثالثة، ثم الرابعة في 2015.

## المسار المهني
- 1992-1993: وزير الشبيبة والرياضة بحكومة عبد السلام.[10]
- يونيو 1999: رئيسا مديرا عاما للوكالة الوطنية للنشر والإشهار.[7]
- 2000-2004: رئيسا لإدارة مجموعة الصحافة والاتصال.[7]
- 2009-2014: سفيرا للجزائر لدى كل من جمهورية بولونيا وليتوانيا واستونيا.[7]
- وزيرا للشباب في حكومة سلال الثالثة (7 مايو 2014–18 مايو 2015).[8]
- وزيرا للشباب في حكومة سلال الرابعة (18 مايو 2015[9]–23 جويلية 2015[11]).[5]